# Collarenebri
Collarenebri är en ort i Australien. Den ligger i kommunen Walgett och delstaten New South Wales, i den sydöstra delen av landet, omkring 540 kilometer nordväst om delstatshuvudstaden Sydney. Antalet invånare är 974.
Trakten runt Collarenebri är nära nog obefolkad, med mindre än två invånare per kvadratkilometer..
Omgivningarna runt Collarenebri är i huvudsak ett öppet busklandskap. Genomsnittlig årsnederbörd är 466 millimeter. Den regnigaste månaden är februari, med i genomsnitt 90 mm nederbörd, och den torraste är oktober, med 6 mm nederbörd.